# 见证者
《见证者》是一款由开发并发行的3D解谜游戏。游戏于2016年1月26日登陆Microsoft Windows和PlayStation 4平台，后来登陆Xbox One、Android、macOS和iOS平台。游戏的创作灵感来源于《神秘岛》，背景设定在一个自然美和人工美兼备的开放世界岛屿。玩家通过解决谜题推动游戏进程，这些谜题分布在岛屿四周，基于一种呈现在面板上的交互式迷宫。玩家必须从散布在小岛上的视觉提示和录音确定每个谜题的规则。
乔纳森·布洛是本作的主要创始人和总监，他期望创造一个无语言交流的游戏，希望玩家在观察中学习，领悟其中奥秘并找到解决方案，从而有更强的参与感和解决难题后的成就感。
于2009年公布的《见证者》经历了漫长的开发过程。《时空幻境》发售后，布洛经过短暂休息，在2008年开始致力于开发本游戏。《时空幻境》的大卖使布洛有能力聘请更大的团队，在不牺牲他对最终产品的愿景下开发游戏。团队成员数最大曾达到15人，他们开发了自己的游戏引擎，这样他们就有更多的自由来设计游戏的视觉风格。美术设计和建筑及景观设计师设计了岛上的结构，在精简视觉表现的同时保持了真实感。这需要长时间的开发，在接下来的5年里游戏的发行被一再推迟，原本PlayStation 3和Xbox 360平台的发售计划流产，因为这对游戏引擎的要求太高。布洛在主机平台选择了PlayStation 4，称索尼对独立开发者的态度更加开放。
《见证者》受到了游戏界的广泛赞誉，评论者称赞了有难度但可克服的难题和游戏的艺术及设定。游戏发行一周销量超过10万，达到了《时空幻境》发行一年的销量，几乎收回了的所有开发成本。

## 游戏玩法
《见证者》是一款第一人称解谜冒险游戏。玩家扮演一名无名角色，探索一个具有众多建筑和自然形态的岛屿。岛上围绕一座山大致划分为11个区域，而这座山是玩家的最终目标。每一区域都有一个待啟動的金色盒子，玩家必须解开该区域的一系列谜题来啟動它。一旦被啟動，一个转塔会从盒子中显现并朝山顶发射一道光，表明此区域已经通过。玩家需要啟動一定数量的盒子才可有权进入山中，最终达成游戏的终级目标。如果11个转塔都被啟動，游戏会解开额外的谜题。岛上还散落着一些额外可选的谜题。一组俗称为“挑战”的可选谜题可在进入山后找到。这是一个有时限的考验，玩家需在7分钟内在挪威作曲家爱德华·格里格的《安妮特拉之舞》和《山大王的宫殿》音乐中完成由十几个算法生成的迷宫。游戏总共有超过650道谜题，乔纳森·布洛估计玩家平均会花大约80个小时解开它们。其中一个谜题布洛认为能解开的玩家不到1％。

《见证者》中的一个谜题，玩家必须将白点和黑点所在的区域分隔开，同时找出一条通过迷宫的单一路径。此谜题是一系列谜题的一部分（见左右两侧），意在教给玩家这种方法。

所有谜题都有一个圆形起点和一个具有圆形末端线段的目标点，玩家需要寻找一条从起点到达终点的路径，路线不能交叉。这些谜题的目标是找到完成它们的正确道路，但并不总限于简单地完成迷宫。迷宫可能有几个起点和终点；玩家可能要找到合适的起点才能完成迷宫，或者弄清楚如何到达一个特定的终点来触发周围环境事件，如移动平台。每种谜题都包含一种表示该迷宫机制的符号语言。例如，路径外有黑白点方格的谜题需要玩家在迷宫中找到一个路径，使它可以按颜色分隔这些方格。其他一些谜题则需要玩家利用周围环境来解决，如研究附近一棵模仿谜题的带有树枝的树，或观察附近与谜题布局一致的地板和墙壁。岛上每个区域的谜题机制是一致的，而且经常会带有玩家早期探索的区域出现的一系列谜题，这一设计旨在帮助玩家识别和理解谜题机理与符号的含义。后来的谜题会使用一致的符号语言将两种或更多机制结合到一起。
大多数谜题散落在岛上可辨识的与视线齐平的面板上，往往与电线相连。一旦一个谜题被解开，电线会亮起并引导玩家到达下一个谜题。在一些谜题中这些面板也被纳入了游戏的架构，如有一种谜题玩家需要通过一个半透明的面板观察背景元素以确定解决方法。有些不明显的谜题内建于环境本身，玩家需要找到正确的便于观察的位置来完成它。玩家可在任意时刻进入迷宫绘制模式，此时屏幕会以白色边框标示。在这种模式下，玩家不能移动，以便使用他们的控制器画出眼前迷宫的路径。该模式会在玩家解开谜题或手动取消后结束。通常情况下，这种模式在面板前被啟動，直接将玩家视角转移至面板，但它也可以在其他任意时间被啟動以解决那些基于有利位置的的谜题。无论谜题正确解开与否，几乎所有的谜题都会通过声音或视觉效果提供即时反馈。
游戏为开放世界，岛上特定区域的谜题也以非线性形式呈现。玩家可能会遇到一些带有他们还没有学会的符号语言的谜题。这种情况下，玩家不需要在一个谜题上较劲儿，可以去其他地区走走并解开那里的解谜，或许玩家会对新的符号语言有了深入了解或者对难题的解决有了灵感。布洛指出游戏还有比迷宫更重要的东西，“关键在于当玩家理解了迷宫表达的微妙的东西时，他们的脑海会中涌现出如魔法一般的感觉——因为这些迷宫不只是谜题，它们凝聚了交流的线条，使自身变得更加复杂并最终说出了令人惊讶的东西”。
录音遍布了整个岛屿，内有一些深刻的名人名言，这些名人有释迦牟尼、伯尔赫斯·弗雷德里克·斯金纳和威廉·金顿·克利福德等。为这些名言配音的演员有阿什丽·约翰逊、菲尔·拉马、马修·沃特森（Matthew Waterson）和泰拉·德瓦（Terra Deva）。玩家还能遇到一个剧场，那里可以播放一些短片，如詹姆斯·伯克的电视剧《Connections》和安德烈·塔尔科夫斯基执导电影《乡愁》的结局。在游戏环境中玩家还可以发现许多基于深度感知的视觉假象，如从正确的位置和角度观察时，岛上位于不同部分的两个分散的人形雕像似乎手牵着手。

## 开发
《时空幻境》发售后，乔纳森·布洛对《见证者》展开构思。2008年，布洛看到《时空幻境》大获成功，于是他结束“认真开发”的状态，开始推出新的游戏概念，每个概念都花费了数月。这些概念就是后来《见证者》的基础，布洛认为它“颇具野心并且很有挑战性”。因为游戏需要3D引擎，所以布洛认为这里面存在风险，他担心如果失败了，他会“跌回原点”，回到《时空幻境》成功前的生活状态。尽管面临着诸多挑战，布洛还是将这款游戏继续了下去，因为它是他创造过的最引人入胜的原型。游戏的直接开发工作于2008年底开始。
游戏本身依据布洛之前曾设想过但未完成的概念构建。布洛称在这个尚未完成的构想中，有一个“神奇时刻”会让游戏更令人兴奋。提炼之前概念中的“神奇时刻”并用自己的游戏和故事包装，从而形成了现在《见证者》的游戏玩法。布洛将这一时刻比作电影的剧透，拒绝披露本作的机制或其他方面的信息。迷宫面板的主意最早出自2002年，当时布洛在一个涉及法师的游戏中看到玩家会通过鼠标手势施法，这一通过稍微变化特定手势来改变法术效果的设定在当时的电子游戏界很流行；《见证者》的故事内容就是借用于此。
《见证者》的一个目标是把电子游戏变为一种艺术形式，“探讨游戏可以实现的非语言交流的不同特色，我认为这对于了解游戏这种表现形式是很重要的”，布洛如是说。游戏的名字《见证者》取自其核心玩法，玩家在没有言语交流的情况下感知周围环境，发现谜题的含义与解决方法，1993年的游戏《神秘岛》也有类似的玩法。《神秘岛》让布洛走上了电子游戏开发的道路，而《见证者》的许多设计也在向其致敬。布洛希望解决《神秘岛》一些谜题中“像素搜索”的问题；玩家遇到虚拟机械后不明白这东西的用途，就开始狂点它的各个部分，直到后来才发现正确的方法。在《见证者》中，布洛使用迷宫面板统一了谜题的风格以避免这种混乱。所有迷宫有着共同的交互机制，游戏中的符号语言确定了规则和行为，形成了游戏谜题的核心。岛屿被分成多个区域，以便玩家可以在一个大致位置内了解到该区域谜题风格的所有信息，这是一种“削减曾经存在于许多冒险游戏的含糊不清的东西”的手段。游戏的每一层设计都是有意义的，谜题不只是为了被解开那么简单，每一个谜题背后的点子都和其他谜题不同。
游戏的概念之一是在解谜与顿悟之间取得平衡，让玩家以一种非线性的方式自由探索《见证者》的世界。布洛意识到他需要创造一个世界来支持这些谜题，这将形成探索与解谜的对立，对他来说“有很大意义”。布洛把该岛设计为开放世界，以便玩家可以在解谜遇到困难时选择其他的谜题，避免因没能解决关键谜题而卡关。布洛说这是其他冒险游戏的一个常见问题。布洛想要清晰的展示谜题，而不再使用《时空幻境》的红鲱鱼手法。玩家可以在无人居住的小岛上找到一些音频日志，这些音频鼓励去玩家探索；布洛尝试通过它们使玩家产生一种“在美丽地方的孤独感”。因为这些日志的找寻没有先后顺序，所以布洛希望每个玩家都可以对游戏叙事有不同的理解。最初，这些音频日志主要以故事为主，但布洛后来决定对信息模糊化处理，避免直接涉及游戏故事，让玩家自己思考游戏叙事的含义，这类似于《时空幻境》使用的文本元素。玩家解决更多的谜题后，会对游戏的故事有更具体的了解。
由于《见证者》故事的朦胧性质，布洛避免引诱或迫使玩家通过固定动作获得成就。相反，游戏的目的是让玩家自己选择探索和了解这一世界，自己去领悟谜题。对于主机版，布洛也加入尽可能少的成就。布洛还表达了对其他可能出现在主机或PC版本中的弹出式消息的担忧，他认为《见证者》是“一种微妙的游戏”，需要安静的环境音效，而这些弹出式窗口会损害这种状态。
布洛承认《见证者》是一款对智力水平要求比较高的游戏，而且刻意不面向广大受众开发。他认为他的做法“反任天堂”，与典型的任天堂游戏相比，本作没有为玩家提供额外的说明。他认为大多数游戏在开发时“把玩家当作最小公分母”，而他希望《见证者》的玩家“有好奇心并且乐于被当成聪明人”。他把对《见证者》的做法与托马斯·品钦的《万有引力之虹》相比，因为小说“没有手把手地教你看懂每一个段落”，并且他相信他能在一款电子游戏中做到同样的效果。本作的计时挑战是随机产生谜题，这些谜题被刻意设计地十分困难，意欲“测试玩家对谜题内在规则的了解有多深，以及他们对新迷宫的反应有多快”。

### 资金与进度
《见证者》于2009年公开。当时布洛对游戏的发行还没有明确的计划，他为游戏拨出了80万美元的预算。
布洛成立了负责游戏的开发与发行。2009年12月，布洛雇佣了一名3D美术设计和一名技术程序员与他一起远程工作。至2015年，布洛称团队大约有8名全职成员，2011年有10到11人，最高曾达到15人。其他美术设计和程序员也为《见证者》的开发做出了些许贡献，如之前曾参与《时空幻境》美术设计工作的大卫·赫尔曼（David Hellman）继续进行《见证者》的概念化设计。其他贡献者有埃里克·厄克特（Eric Urquhart）和伊格纳西奥·卡斯塔尼奥，前者为游戏提供3D概念艺术品，而后者开发了游戏的照明和视效渲染系统。欧索雅·斯班尤尔是一名刚毕业的图形设计师，布洛在2011年雇用了她并给予她充分的信任。她将岛上原本稀疏的图像改造成了更加生动的风景，这被纳入游戏最终成品中。在众人的帮助下，布洛有了更多时间专注核心游戏设计，而在之前《时空幻境》的开发中，大部分工作都得由他自己做。
《见证者》的开发工作历史7年才得以完成。布洛表示因为他和团队一直保持开发，游戏内容不断扩大，才导致这么长的开发时间。他本可节省时间与成本，如压缩游戏范围或使用现成的游戏引擎，但他决定把《时空幻境》的收入（截至2014年4月共计400万美元）纳入开发成本。在用尽了《时空幻境》的资金后，2015年2月布洛开始寻求额外的资本，他认为无论额外开发时间的成本如何，从长远来看债务还是合理的。最终的开发成本估计近600万美元。虽然布洛认为由于缺乏资金或主要发行商的支持，《见证者》是一款独立游戏，但他也觉得从该项目所花的时间和成本来看，游戏已接近3A大作的水准，这代表了行业一种新型游戏开发方式。
《见证者》使用布洛和团队自行研发的引擎，这占用了相当多的开发时间。布洛不使用其他现有的如Unity等引擎是因为自家引擎可以受到完全控制。作为一个紧凑的游戏世界，游戏中的岛屿被视为一个区域，这简化了游戏性和引擎开发。
2013年11月，布洛与两名Valve公司开发者会面，后者展示了他们即将推出的SteamVR技术。布洛发现这有利于提升玩家探索岛屿的能力，所以在《见证者》中，开发团队为即将到来的虚拟现实（VR）硬件提供了支持。尽管游戏发行时为VR提供了技术支持，但《见证者》并没有采用虚拟现实方式设计，程序员安德鲁·史密斯表示如果头部运动可以与身体运动分离的话，许多谜题都可以“瞒天过海”。

### 设计、艺术及音效
《见证者》岛屿的设计与布局自游戏开发初始就已基本定型，团队的主要工作是将具体的谜题加入世界，并细化景观和其他美术设计。Ars Technica网站的编辑山姆·马克科维奇（Sam Machkovech）于2012年和2015年两度试玩此游戏，指出海岛一直保持了那个样子。游戏世界设计的一个方面是使用电线连通全岛，把面板谜题连接到控制机制上。布洛发现这些在游戏最开始为玩家提供了帮助，“非常清晰”地为他们指明了下一步的行动方向，但他也发现这样也使游戏模式过于重复。在开发过程中，电线的设计仍然被保留下来，但设计师加强了隐蔽性，以引导玩家发现潜在的目标。

岛上的可视化提示引导玩家下一步该怎么走。这里的设计旨在突出左侧的蓝色谜题面板，而右侧的白色建筑则有更多的此类谜题。另外，地面上的小路和远处的粉红色树木也为玩家指明了更多选项。

团队对岛上的解谜、探索和叙事元素进行了合理搭配，同时避免因给予玩家过多自由而让他们“无从选择”，不知道下一步要去哪。据美术设计路易斯·安东尼奥的说法，布洛想让玩家第一眼就能看到山，让玩家知道这是他们的终极目标。游戏最初把玩家放置在一个废弃的地堡内，但玩家在离开地堡时并未面对着山。虽然团队试图移动并旋转地堡空间，但为配合游戏的其它部分，这一设计最终被废弃，取而代之的是一个简洁的带有少量内饰元素的空间，玩家来到外部环境时高山也会一览无遗。这一开篇区域也算是游戏的教程，帮助玩家了解游戏的基本机制，那就是他们必须在解谜和探索之间切换。Thekla花费大量时间完善细节，在没有语言说明的情况下让玩家明白游戏原理。团队利用彩色对比和天然及人造结构突出显示那些玩家将要前往的区域。布洛想要游戏艺术以鲜艳的色彩和高饱和度为特色，为玩家呈现一种乐观的色调，不过游戏后期的设定就没有那么明亮了。他还希望确保游戏世界中的所有元素足够显眼，避免游戏中的视觉噪声干扰解谜。为了实现这一点，他和团队经常要复查游戏，找出那些需要加强视觉吸引的元素；在这一过程中，一些早期加入的元素在最终成品游戏中因不合适而被去除。
游戏艺术风格较为简洁，物体被省去了细节但保持了整体形状，使其清晰可辨。安东尼奥称这一灵感来源于现实世界的摄影和艺术品以及《风之旅人》、《军团要塞2》和《镜之边缘》的游戏环境。他们还希望确保玩家可以根据周围的树木种类等可视外观认清岛屿的面积，并保证在简化事物的同时使它们有明显的区别。布洛的团队还聘用了一个现实世界的建筑设计公司Fourm设计工作室（Fourm Design Studio）和一个景观设计团队弗莱彻工作室（Fletcher Studio）协助《见证者》的环境开发。据Fourm创始人迪安娜·范·布伦（Deanna Van Buren）所述，他们基于三个不同文明时期的特点开发了各种人工和耕地区域，后期的文明建立在较早文明结构之上，并根据需要使用这些结构。他们工作室为主要开发团队设计原则，让团队得出自己的想法。布洛说建筑师的指导和建议对岛的构建有所帮助，“让人感觉岛屿更逼真，因为细节非常到位，你无需思考就可立即使用。”布洛给出岛上处于老化的不同状态的建筑的示例，但都把它设计成详细完整的结构，并故意做成被损毁的样子；最后的结构保留了逻辑上一致的细节，如木头的残骸支撑着腐朽的楼梯。

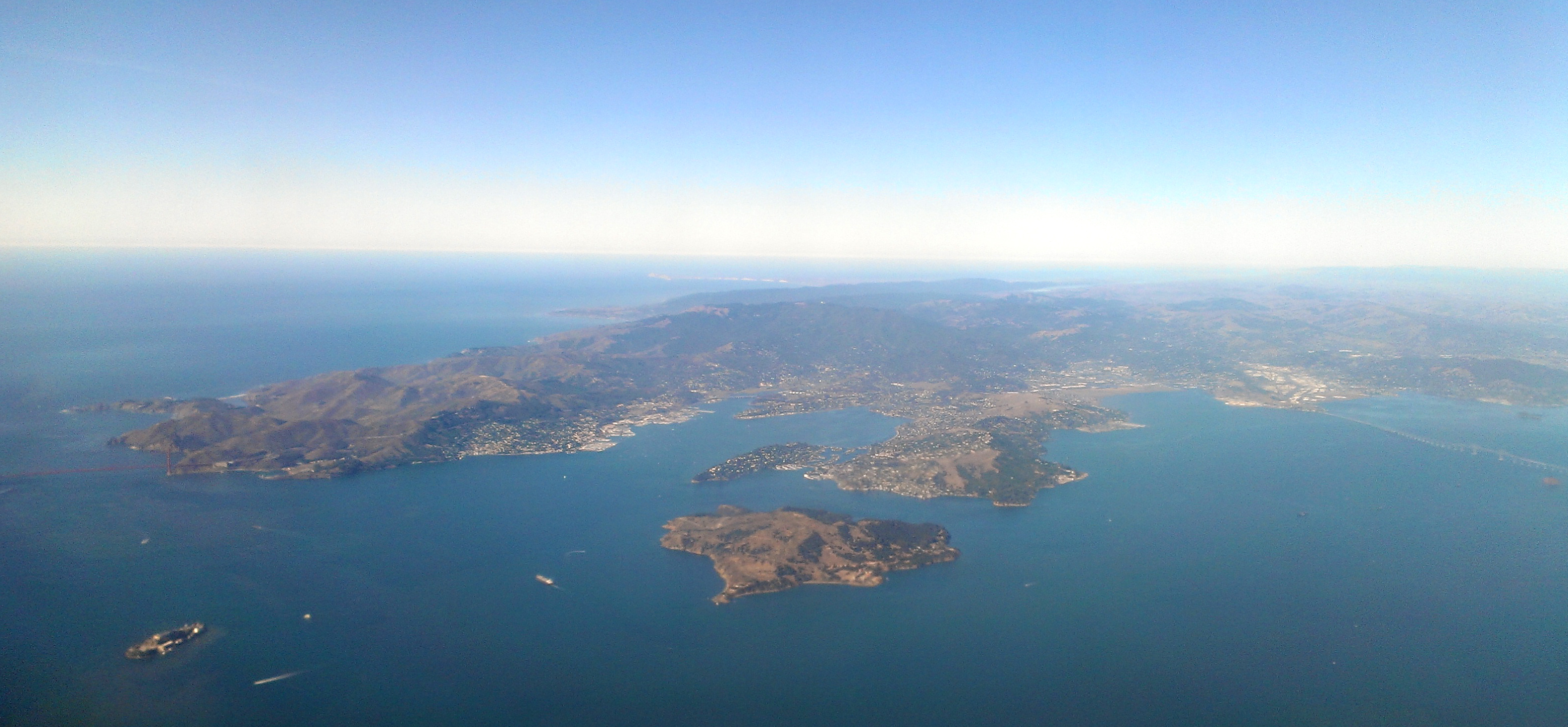
环境音效从天使岛（前景）采集。

最终的成品游戏附带的音乐很少，而是依赖由侘寂声音（Wabi Sabi Sound）打造的环境音效。布洛觉得加入音乐只会适得其反。因为岛上缺乏其他动物类生命，所以环境音效也变得难以加入，这也让玩家知道他们在岛上是多么地孤单。大部分环境音效由侘寂声音的安德鲁·拉基（Andrew Lackey）记录，他在旧金山湾天使岛周围捕捉到了这些声音。拉基把各种音效分层，可随玩家在岛上位置的改变而变化，同时还支持从一个环境到下一个环境的无缝过渡。

## 营销与发行
布洛在2010年的西雅图游戏展（Penny Arcade Expo）上悄悄向公众展出了这款游戏，他与展台保持着距离，看着前来试玩的人的反应。展会后，布洛和Kotaku的史蒂芬·托蒂洛（Stephen Totilo）透露了《见证者》，托蒂洛看到并试玩了此游戏， 但当时并未提及。在展会试玩游戏或看到Kotaku文章中的游戏画面的玩家后来担心《见证者》仅仅是一款解决一系列迷宫的游戏。布洛重申游戏中不仅只有迷宫，游戏的部分视频不能够说明“在解谜过程中玩家是怎么想的”。
在2010年游戏展出时，布洛预计它将于Microsoft Windows和iOS设备发行，游戏机平台尚未确定，可能包括Xbox 360和PlayStation 3。当年末，布洛重申了他的立场，称考虑到额外的编程时间量和主机平台的限制，最初发行时将不会有主机版本。2011年11月，布洛雇用了两名程序员，并重新考虑了主机版本的发行；虽然他无法承诺在最初发行主机版，但因为有新的人手加入，游戏推出时将可能会有主机版，而且也会在晚些时候登陆其他主机平台。随着游戏开发的逐渐深入，游戏引擎也变得更加复杂，布洛决定放弃第七代主机版的开发，理由是它们的“系统规格相对较低”。
2012年左右，下一代主机问世，布洛和团队开始寻找机会。因为相同的原因他们砍掉了Wii U，并决定在PlayStation 4和Xbox One平台之间做出选择。与微软相比，此时索尼已能提供硬件信息与开发套件，公司还找了布洛等独立开发者了解即将推出的PlayStation 4。权衡之下，布洛最终选择了PlayStation平台。布洛也申明这一决定没有任何金钱交易。《见证者》计划于2013年随PlayStation 4首发上市，且PS4为限时独占平台。Windows和iOS版本计划于PlayStation4版同期发行，不能再有开发延期的事情发生。如果团队决定开发的话，其他主机版将会于晚些时候发行。
2013年，《见证者》仍在开发中，布洛和团队还在不断改进和调整游戏，2013年的发布计划落空。2015年9月，布洛宣布游戏发售日定于2016年1月26日，登陆PlayStation 4和Microsoft Windows，iOS版本则于短期内跟进发行。发行前，ESRB把游戏标上了Xbox One字样，但布洛澄清道目前他们在该平台没有发售计划。游戏发行前一星期，布洛宣布游戏将定价40美元，称这“公正地反映出了游戏的本质”。有批评认为这一价格对于独立游戏来说过高。一些游戏网站编者认为以布洛曾公布的百小时的游玩时间来说，这一价格是合理的。开发团队制作了三个“长截图”视频来推广游戏，短片受到实验电影《失衡生活》的启发，缓慢展现了全岛风貌，没有任何描述。
布洛表示他们一直在与出版商讨论游戏的实体发行，但因生产和销售需要大量时间，他们决定一开始先不这么做。随着游戏完成并以数字版发行，他们正致力于可能的零售版本。游戏发行后，一些玩家表示他们得了晕动病，因为游戏运用了窄视场，玩家在走路时的视点也会晃动。布洛称他们正在做一个补丁，以便让玩家调整视场，禁用头部晃动，选择更快速的移动。
2016年8月，布洛证实游戏的Xbox One版本计划于2016年9月13日发行，iOS版本仍在计划中，他们在开发中需要降低画面质量以及探讨另一种控制方案。2017年1月16日，适用于SHIELD Android TV的Android版本于2017年1月16日开启数字下载。iOS版于2017年9月20日发行。

## 评价
《见证者》发行后受到了游戏界的一致好评。根据评分汇总网站Metacritic的统计，Microsoft Windows和PlayStation 4版得分均为87/100。
IGN的克洛伊·拉德（Chloi Rad）给予游戏满分10分的好评，称这是“一款外表魅力，内在充满力量，有着机智解密设计的探索游戏，里面包含了许多秘密等你去挖掘。”VG247的布伦纳·希利尔（Brenna Hillier）称赞游戏使用第一人称视角去呈现本来可能只是一系列简单谜题的游戏，他还对谜题陡峭的学习曲线留下了深刻印象，“在你探索了附近的位置后，你会发现那些令人费解、难以应对的谜题融入到了一些简单的练习中。”《偏锋杂志》的亚伦·里奇奥（Aaron Riccio）认为玩家来到山里后，情况会发生“尖锐的转变”，那里的谜题所在的环境更简陋，迷惑性更高。
《连线》的杰克·曼西（Jake Muncy）指出缺乏任何叙事或游戏指导可能会引起玩家的反弹。此外，曼西认为虽然布洛把游戏与《万有引力之虹》相提并论，但与小说引人入胜的情节相比，它未能为岛屿创造栩栩如生的环境。Eurogamer的奥里·威尔士（Oli Welsh）称赞游戏的谜题为玩家提供了无数的“尤里卡”时刻，觉得本作是《哥德堡变奏曲》的电子游戏版，但觉得谜题有些故意使其费解的意味，而且缺乏社区讨论。Polygon的贾斯汀·麦克尔罗伊（Justin McElroy）称游戏“令人振奋也让人懊恼”，他批评有些谜题的解决时间过长，表示这会让一些缺乏耐心的玩家走捷径作弊。US Gamer的鲍勃·麦基（Bob Mackey）对游戏的批评最多，尽管最初他称赞了游戏的视觉效果和设定，但麦基觉得谜题非常困难，“有太多的东西会给我错误的反馈”，并表示“布洛也许对他的工作有点过于着迷”。
评论者为《见证者》的故事含义提出了多种理论。GamesRadar的大卫·罗伯特（David Robert）认为游戏的本质是顿悟，属知识论的范畴。“你旅程的终点变为开端，开端又导向终点——这是顿悟特有的循环”。
游戏发行一周后，布洛称《见证者》的销量已经接近《时空幻境》发行一年的销量。后来他明确指出首周销量超过10万，销售总额超过500万美元，有望收支相抵。Thekla将考虑把游戏移植到其他平台，可能有iOS、Android、OS X和Xbox One。在发行期间，布洛称《见证者》的Windows版本成为一些非法BitTorrent网站的热门，下载量可与《时空幻境》相媲美。他决定放弃为本作使用强大的数字版权管理，因为他相信“人们应该自由地支配一些东西”，但他也说可能会改变主意，对“可能发生于下一部作品的”软件盗版进行限制。

### 奖项
| 年份   | 奖项                      | 类别                             | 结果 | 来源          |
| ------ | ------------------------- | -------------------------------- | ---- | ------------- |
| 2016年 | 2016年金摇杆奖            | 最佳原创游戏                     | 提名 | [ 92 ] [ 93 ] |
| 2016年 | 2016年金摇杆奖            | 最佳视觉设计                     | 提名 | [ 92 ] [ 93 ] |
| 2016年 | 2016年金摇杆奖            | 最佳独立游戏                     | 提名 | [ 92 ] [ 93 ] |
| 2016年 | 2016年金摇杆奖            | 最佳游戏时刻（解开诗篇46的秘密） | 提名 | [ 92 ] [ 93 ] |
| 2016年 | 2016年金摇杆奖            | 年度游戏                         | 提名 | [ 92 ] [ 93 ] |
| 2016年 | 2016年金摇杆奖            | 年度PlayStation游戏              | 提名 | [ 92 ] [ 93 ] |
| 2016年 | 2016年全球游戏大奖        | 最佳冒险游戏                     | 提名 | [ 94 ]        |
| 2016年 | 2016年全球游戏大奖        | 最佳独立游戏                     | 提名 | [ 94 ]        |
| 2016年 | 2016年全球游戏大奖        | 最佳开放世界游戏                 | 提名 | [ 94 ]        |
| 2016年 | 2016年全球游戏大奖        | 最佳原创游戏                     | 提名 | [ 94 ]        |
| 2016年 | 2016年游戏大奖            | 最佳独立游戏                     | 提名 | [ 95 ] [ 96 ] |
| 2016年 | Giant Bomb 2016年度游戏奖 | 最佳时刻                         | 獲獎 | [ 97 ]        |
| 2016年 | Giant Bomb 2016年度游戏奖 | 最佳游戏                         | 提名 | [ 98 ]        |
| 2016年 | 游戏开发者选择奖          | 最佳设计                         | 提名 | [ 99 ]        |
| 2016年 | 游戏开发者选择奖          | 创新奖                           | 提名 | [ 99 ]        |
| 2016年 | 2017年SXSW游戏奖          | 优秀设计                         | 提名 | [ 100 ]       |
| 2016年 | 2017年SXSW游戏奖          | 优秀艺术                         | 提名 | [ 100 ]       |
| 2016年 | 第13届英国电子游戏学院奖  | 游戏设计                         | 提名 | [ 101 ]       |
| 2016年 | 第13届英国电子游戏学院奖  | 游戏创新                         | 提名 | [ 101 ]       |
| 2016年 | 第13届英国电子游戏学院奖  | 最佳处女作                       | 提名 | [ 101 ]       |
| 2016年 | 第13届英国电子游戏学院奖  | 原创产权                         | 提名 | [ 101 ]       |